# Come ridevamo
Come ridevamo è un album di Andrea Mingardi del 2006.
Contiene monologhi registrati dal vivo dal 1974 al 1985, una canzone inedita e una sigla di un programma televisivo. Venduto assieme a Sfighè.

## Tracce
1. Siamo tutti negri (Palasport di Reggio Emilia 1979)
2. La partita (Camaroun di Ozzano 1978)
3. Calciopoli blues (Inedito 2006)
4. Le donne (Festival di Ravenna 1985)
5. Se fossi una donna (Frammento)
6. La pubblicità (Kiwi di Piumazzo 1976)
7. Vola colomba (Valentina di Valenza Po 1974)
8. Lettera d'amore (Piro Piro Club 1976)
9. Bar sport (Sigla TV 1981)
10. La glottologia (Sporting Club Bologna 1977)
11. Supersonic band (Baccara Lugo 1976)
12. Alfa Sud (Picchio Verde Carpi 1974)
13. Orgasmo di massa (Capannine Jesolo 1977)
14. Tutti in una notte (Sigla tour 1995)
15. Pensierini della notte (Big Cento 1975)